# 大陆基

洋盆示意图

大陆基，或称“大陆隆”、“陆基”，是大陆坡与洋盆之间的大陆坡坡麓各种碎屑堆积联合体的总称，呈几百公里宽的带状。位于海底峡谷尾部的大陆基可形成巨大的海底扇。 
遍布全球各地的大陆与大洋交界处。一般分布在水深2000—5000米的地方，面积约有2000万平方公里，占海洋总面积5.5%。地貌为倾斜平原，倾角在0.5-1.0度，坡度約为1∶50～1∶500。在无海沟分布的海区，如大西洋两岸的陆基发育较好。海沟发育的太平洋基本上没有这一单元，大陆基仅占太平洋洋底面积的1.7％。
大陆基的厚度很大，由浊流和滑坡作用后在大陆坡坡麓处堆积形成。平均厚度为2000米，是海洋石油的远景区域之一。